# Mozão
"Mozão" é o terceiro single do cantor e compositor brasileiro Lucas Lucco, extraído do seu álbum Tá Diferente.

## Composição
"Mozão" é uma faixa pop tocada em violão. A música possui um som romântico, assim como o autor. A faixa faz parte de seu primeiro trabalho assinado por um gravadora, o CD “Tá Diferente” que foi lançado em janeiro pela Sony Music.

## Videoclipe
O Videoclipe da música foi lançado no dia 21 de Janeiro de 2014, ele aborda o tema do Câncer de mama. "Eu sempre gostei de escrever roteiros para minhas músicas, no momento da composição eu começo a imaginar uma maneira de representar em um videoclipe, e como a Mozão retrata um amor verdadeiro e incondicional, e como eu tenho uma grande abrangência de views no Youtube porque não fazer disso um trabalho social, e aí comecei a escrever este roteiro juntamente com o Alex Batista, e no clipe tentamos representar todas as fases e problemas que mulher que sofre com esta doença enfrenta" contou Lucas Lucco em declaração no Faustão.

## Apresentações ao vivo
O cantor apresentou a faixa ao vivo no programa televisivo brasileiro Domingão do Faustão no dia 23 de Fevereiro de 2014.
No dia 7 de Junho de 2014, foi ao ar a participação do cantor no programa televisivo Legendários no qual o cantor apresentou alguns de seus sucessos inclusive o single "Mozão".

## Lista de faixas
| Download digital |         |         |  |
| N.º              | Título  | Duração |  |
| 1.               | "Mozão" | 4:09    |  |

## Desempenho nas tabelas musicais
| Tabela musical (2014)                       | Melhor posição |
| ------------------------------------------- | -------------- |
| Brasil - (Billboard Brasil Hot 100 Airplay) | 2              |